# Janvier 1927

## Événements
- Sumatra[1] : révolte communiste à Silungkang réprimée dans le sang. De nombreux militants sont emprisonnés. Le Parti communiste indonésien est dans la clandestinité (1927-1934). Son action se poursuit auprès des syndicats.

- 1er janvier : 
  - Début de la guerre des Cristeros au Mexique.
  - Introduction d'une nouvelle monnaie en Hongrie, le pengö, à la place de la couronne fortement dévaluée par l'inflation.

- 7 janvier : 
  - Le premier service transatlantique de téléphonie par ondes hertziennes entre Londres et New York est ouvert au public[2],[3].
  - Les nationalistes occupent les concessions britanniques.

- 15 janvier, France : inauguration par Gaston Doumergue du boulevard Haussmann.

- 27 janvier : l'incendie du cinéma Palace Laurier, à Montréal, fera 88 victimes dont 77 enfants.

## Naissances
- 1er janvier :
  - Maurice Béjart, chorégraphe français († 22 novembre 2007).
  - Henri Bertrand, coureur cycliste français († 19 décembre 1989).
- 2 janvier : Iouri Grigorovitch, danseur et chorégraphe soviétique puis russe († 19 mai 2025).
- 4 janvier : 
  - Paul Desmarais (père), homme d'affaires et milliardaire († 8 octobre 2013).
  - Barbara Rush, actrice américaine († 31 mars 2024).
- 6 janvier : Pierre Sidos, personnalité politique française († 4 septembre 2020).
- 8 janvier : Virginia T. Norwood, physicienne américaine († 26 mars 2023).
- 9 janvier : Adolfo Antonio Suárez Rivera, cardinal mexicain, archevêque émérite de Monterrey († 22 mars 2008).
- 10 janvier : Première locomotive électrique Paris-Vierzon (200km)
- 12 janvier : Salvatore Martirano, compositeur américain († 17 novembre 1995).
- 19 janvier : Carlos Oviedo Cavada, cardinal chilien († 7 décembre 1998).
- 24 janvier : 
  - Jean Raine, peintre, poète et écrivain belge († 30 juin 1986).
  - Phyllis Lambert, architecte.
- 25 janvier : 
  - Gildas Molgat, homme politique († 28 février 2001).
  - Raymond Bouchex, évêque catholique français, archevêque émérite d'Avignon († 9 mai 2010).
  - Antônio Carlos Jobim, musicien brésilien († 8 décembre 1994).
- 28 janvier : Sheila Finestone, femme politique († 8 juin 2009).
- 30 janvier : 
  - Olof Palme, homme d'État suédois († 28 février 1986).
  - Sterling Lyon, premier ministre du Manitoba († 16 décembre 2010).

## Décès
- 31 janvier : Kay Laurell, actrice et mannequin américaine (* 28 juin 1890)